# Sveta (inslagkrater)
Sveta is een inslagkrater op de planeet Venus. Sveta werd in 1991 genoemd naar Sveta, een Russische meisjesnaam.
De krater heeft een diameter van 21 kilometer en bevindt zich in het quadrangle Snegurochka Planitia (V-1).